# Legio I Adiutrix
Legio prima Adiutrix ou Legio I Adiutrix ("Primeira legião Auxiliadora") foi uma legião do exército imperial romano fundada em 68 d.C., possivelmente por Galba na época de sua revolta contra o imperador Nero (r. 54–68). O último registro oficial mencionando a Adiutrix é de 344, quando ela ainda estava estacionada em Brigécio (moderna Szöny, Hungria), na província romana da Panônia Inferior. Seu emblema era o capricórnio, que aparecia junto com o cavalo-alado Pégaso. Nos elmos dos legionários estava um golfinho.

## Origem
Esta legião provavelmente se originou da antiga Legio I Classica, arregimentada por Nero entre a infantaria da Classis Misenensis e que foi depois completada por Galba. Originalmente sua base era perto de Roma.

## Ano dos quatro imperadores
No confuso ano dos quatro imperadores (69), a Adiutrix lutou no exército de Otão na Primeira Batalha de Bedríaco, na qual ele foi derrotado pelo também usurpador Vitélio, que foi quem ordenou que a legião fosse transferida para a Hispânia. Porém, ela reaparece em 70 lutando na Revolta dos Batavos.

## Mogoncíaco
A cidade de Mogoncíaco (moderna Mogúncia, na Alemanha) foi o primeiro acampamento conhecido da I Adiutrix, compartilhado com a XIV Gemina. Seu papel ali era basicamente o de realizar obras civis. Em 83, a legião lutou na campanha germânica contra os catos, uma tribo germânica que vivia além do Reno, sob a liderança do imperador Domiciano. Depois disto, a I Adiutrix foi transferida para o exército romano que vigiava a província da Panônia Inferior para lutar contra os dácios.

## Legio I Adiutrix Pia Fidelis

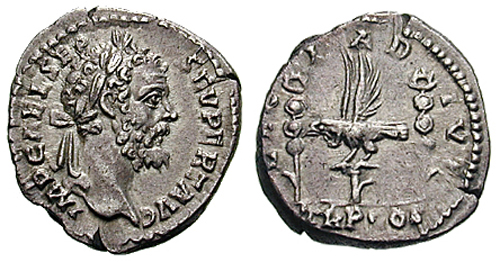
Denário de Sétimo Severo celebrando a I Adiutrix.

Depois do assassinato de Domiciano em 96, a I Adiutrix, junto com o resto do exército do Danúbio, exerceu uma importante influência na política imperial, forçando Nerva a adotar Trajano como seu sucessor. Quando ascendeu ao trono, Trajano concedeu à legião o cognome Pia Fidelis ("Leal e fiel"), um reconhecimento pelo apoio. Entre 101 e 106, sob o comando do novo imperador, a I Adiutrix, juntamente com a IV Flavia Felix e a XIII Gemina, conquistou a Dácia e ocupou a recém-formada província. Trajano também utilizou a I Adiutrix em sua campanha contra a Pártia (115–117), mas ela acabou sendo enviada de volta para a Panônia pelo sucessor dele, Adriano, para uma nova base chamada Brigécio.
Durante as próximas décadas, a I Adiutrix permaneceu na fronteira do Danúbio. Sob o comando de Marco Aurélio (r. 161–180), lutou contra os marcomanos sob o comando de Marco Valério Maximiano. Entre 171 e 175, seu comandante foi Pertinax, que foi imperador por um breve período no ano dos cinco imperadores (193). Quando Sétimo Severo tornou-se imperador, a I Adiutrix estava entre as legiões que se aliaram a ele e teve a honra de marchar até Roma.
Nas décadas seguintes, a base principal da I Adiutrix voltou a ser a Panônia, a partir de onde ela teve um papel importante nas diversas guerras romano-partas, principalmente nas campanhas de 195 e 197–198 de Sétimo Severo, a campanha de 215–217 de Caracala e a de 244 liderada por Gordiano III.
É bastante provável que vexillationes da Legio I Adiutrix tenham participado da Batalha de Mediolano.
Esta legião recebeu ainda o cognome Pia Fidelis Bis ("Duas vezes leal e fiel") e Constans ("confiável"), em algum momento no século III.